# Unité multitronique
Unité multitronique (The Ultimate Computer) est le vingt-quatrième épisode de la deuxième saison de la série télévisée Star Trek. Il fut diffusé pour la première fois le 8 mars 1968 sur la chaîne américaine NBC.
Un nouveau type d'ordinateur, créé par le Dr Richard Daystrom, est installé à bord de l'Enterprise pour des tests. Son but est à terme de remplacer les Humains à bord des vaisseaux de la flotte.

## Distribution

### Acteurs principaux
- William Shatner — James T. Kirk (VF : Yvon Thiboutot)
- Leonard Nimoy — Spock (VF : Régis Dubost)
- DeForest Kelley — Leonard McCoy
- James Doohan — Montgomery Scott
- George Takei — Hikaru Sulu
- Nichelle Nichols — Uhura
- Walter Koenig — Pavel Chekov

### Acteurs secondaires
- Barry Russo - Commodore Robert Wesley
- William Horace Marshall - Dr. Richard Daystrom
- Sean Morgan - Enseigne Harper
- Frank da Vinci - Lieutenant Brent
- Eddie Paskey - Lieutenant Leslie
- William Blackburn - Lieutenant Hadley
- Roger Holloway - Lieutenant Lemli

## Résumé
L'USS Enterprise est convoquée auprès d'une station spatiale de la Fédération sans explication. Le Commodore Wesley, de l'USS Lexington explique alors au capitaine Kirk que l'Enterprise va faire servir de test pour un nouvel ordinateur de bord surpuissant. Celui-ci est installé avec l'aide de son créateur, le Docteur Richard Daystrom, lui-même concepteur des systèmes informatiques de la fédération. L'ordinateur, le "M-5 unité multitronique" peut fonctionner sans assistance humaine, ne laissant plus qu'une vingtaine de personnes à l'intérieur du vaisseau. Kirk et le Docteur McCoy désapprouve cette installation tandis que Spock est fasciné par l'appareil.
Le M-5 commence à offrir des diagnostics jugés plus performants que ceux de l'être humain, gérant les équipes techniques ainsi que la gestion de l'énergie. Lors d'un test de combat, le M-5 réussi à affronter les USS Excalibur and Lexington. À la suite de ce succès, Wesley se moque de Kirk, estimant qu'il est un "capitaine Dunsel", un capitaine sans réelle utilité.
Toutefois, lorsque le M-5, désintègre un cargo s'approchant de l'Enterprise, l'équipage commence à s'inquiéter. Kirk tente de débrancher le M-5 mais celui-ci s'est entouré d'une barrière énergétique et tue un membre d'équipage qui tentait de le déconnecter du vaisseau. De plus, les commandes manuelles ne répondent plus et toute communications avec l'extérieur est devenue impossible. M-5 identifie les autres vaisseaux de la fédération présent (Lexington, Potemkin, Excalibur et Hood) comme des menaces potentielles et commence à leur tirer dessus. Il tue plusieurs membres d'équipage du Lexington ainsi que l'intégralité des hommes de l'Excalibur. Kirk demande à Daystrom de le ramener à la raison, mais son dialogue avec la machine, qui possède une partie de sa psychologie devient petit à petit de plus en plus délirant, celui-ci souhaitant qu'elle réalise son rêve de revanche sur le monde.
Daystrom est envoyé en infirmerie après que Spock l'a arrêté avec une prise vulcaine. Kirk discute avec le M-5 et lui fait admettre qu'il a tué des êtres humains, ce qui va contre les lois humaines qu'il est chargé de protéger. M-5 se désactive lui-même estimant qu'il doit être puni de mort. Spock et Scott sont envoyés pour le débrancher pendant qu'il n'est plus actif. Pendant ce temps, les vaisseaux de Starfleet ont jugé que l'équipage de l'Enterprise était responsable des tirs mortels et ils s'engagent en avant afin de détruire le vaisseau renégat. Au dernier moment, Kirk ordonne de supprimer le bouclier autour du vaisseau. Comprenant qu'il s'agit d'un signe de cessez-le-feu de la part de Kirk, Wesley met fin aux hostilités.
L'épisode se termine sur une discussion entre Kirk, Spock et McCoy sur la place de l'ordinateur au côté de l'homme.

### Continuité
- Spock fait remarquer qu'il n'y a pas de machine pouvant remplacer les médecins. Les séries dérivées de la série, comme Star Trek: Voyager montreront des robots médecins.

## Production

### Écriture
L'idée à la base de l'épisode fut proposée par l'auteur Laurence N. Wolfe. Mathématicien, celui-ci centra l'épisode sur son amour pour les machines informatiques. L'épisode n'était pas vraiment voulu par la production, mais le producteur John Meredyth Lucas estima que c'était un bon moyen de faire un épisode à moindre coût puisque se déroulant totalement à l'intérieur des décors de l'Enterprise. Le déroulement de l'épisode fut proposé le 13 octobre 1967 et la première version du script datait du 9 novembre 1967. À l'origine, celui-ci était beaucoup trop centré autour du personnage du Docteur Daystrom et ne mettait presque pas en scène l'équipage de l'Enterprise. Durant le mois de décembre 1967, l'épisode fut réécrit par D.C. Fontana qui inséra bien plus de rôles aux personnages, ainsi que la peur de Kirk d'être remplacé par une machine, ce qui renvoyait à la mécanisation qui avait lieu dans les années 1960.

### Casting
- Barry Russo qui joue le rôle du commodore Wesley, avait déjà joué le rôle du commodore Giotto dans l'épisode Les Mines de Horta
- L'acteur Sean Morgan qui tient le rôle d'Harper dans l'épisode avait joué le rôle de Brenner dans Zone de terreur et celui de O'Neil dans Le Retour des Archons et Le Piège des Tholiens.
- James Doohan, qui joue le rôle de Scottie prête sa voix à l'ordinateur M-5 ainsi qu'au commodore Enwright (qui parle hors champs.)

### Tournage
Le tournage eut lieu du 7 au 17 décembre 1967 au studio de la compagnie Desilu sur Gower Street à Hollywood, sous la direction du producteur John Meredyth Lucas lui-même,.

## Diffusion et réception critique

### Diffusion américaine
L'épisode fut retransmis à la télévision pour la première fois le 8 mars 1968 sur la chaîne américaine NBC en tant que vingt-quatrième épisode de la deuxième saison.

### Diffusion hors États-Unis
L'épisode fut diffusé au Royaume Uni le 7 octobre 1970 sur BBC One. En version francophone, l'épisode fut diffusé au Québec en 1971. En France, l'épisode est diffusé le 20 août 1986 lors de la rediffusion de l'intégrale de Star Trek sur La Cinq.

### Réception critique
L'épisode fait partie des moins apprécié de la série. Dans un classement pour le site Hollywood.com Christian Blauvelt place cet épisode à la 48e position sur les 79 épisodes de la série originelle. Pour le site The A.V. Club Zack Handlen donne à l'épisode la note de B trouvant que même s'il est servi par de bons acteurs, une bonne tension et des scènes de bataille crédibles, son scénario est prévisible.

## Adaptations littéraires
L'épisode fut romancé sous forme d'une nouvelle de 35 pages écrite par l'auteur James Blish dans le livre Star Trek 9, un recueil compilant différentes histoires de la série et sortit en août 1973 aux éditions Bantam Books.

## Éditions commerciales
Aux États-Unis, l'épisode est disponible sous différents formats. En 1988 et 1990, l'épisode est sorti en VHS et Betamax. L'épisode sortit en version remastérisée sous format DVD en 2001 et 2004.
L'épisode connu une nouvelle version remasterisée sortie le 9 février 2008 : l'épisode fit l'objet de nouveaux effets spéciaux, notamment les plans de l'Enterprise, de la station spatiale et de autres vaisseaux qui ont été refait à partir d'images de synthèse. Cette version est comprise dans l'édition Blu-ray, diffusée en avril 2009.
En France, l'épisode fut disponible avec l'édition VHS de l'intégrale de la saison 2 en 2000. L'édition DVD est sortie le 18 novembre 2004 et l'édition Blu-ray le 27 avril 2009.